# Бундаберг
Бундаберг (енгл. Bundaberg) је град Аустралији у савезној држави Квинсленд. Према попису из 2006. у граду је живело 46.961 становника.

## Становништво
Према попису, у граду је 2006. живело 46.961 становника.
| 1991.  | 1996.  | 2001.  | 2006.  |
| ------ | ------ | ------ | ------ |
| 38,074 | 41,025 | 44,556 | 46,961 |